# 中国共产党中央委员会对外联络部
中国共产党中央委员会对外联络部，简称中共中央对外联络部或中联部，成立於1951年，是中国共产党中央委员会负责对外工作的职能部门。
中共中央对外联络部的工作对象不限于各国的共产党，还包括发展中国家以及发达国家的民族民主政党、社会党、工党、保守党、人民党等各种意识形态和性质的政党、政治家及其国际组织。

## 沿革
1950年8月，李维汉正式向毛泽东和中共中央书记处提出，鉴于当时中国共产党与其他国家的共产党关系逐渐增多，建议设一个国际部来管理这方面的工作。毛泽东赞同，并开始筹建中共中央对外联络部。同年12月，中国驻苏联首任大使王稼祥回国述职。1951年1月，王稼祥在向毛泽东和中共中央汇报工作时，提出不再继续担任驻苏大使的要求。几天后，刘少奇代表中共中央与王稼祥谈话，提出中央决定成立一个对外联络部，建议王稼祥考虑此职位。王稼祥表示听从中央安排没有意见。1951年1月16日，刘少奇亲笔致信王稼祥，称中共中央决定任命其为中央对外联络部部长，核心任务是建立各国的政党联络。1月25日，中共中央向各中央局、分局发布成立通知。2月初，李维汉在中共中央统战部宣布此决议。3月12日，中联部与统战部正式分开办公。
1951年4月，由对外联络部出面，王稼祥陪同日本共产党两派争议双方到莫斯科进行解决。1953年5月，中联部负责制定当时中共和解放军驻越南顾问团工作守则。1956年，针对波兰十月事件，中联部负责接待中共八大期间的64个共产党与工党代表团。1956年10月，中联部陪同刘少奇、邓小平访问苏联，与苏联共产党商讨解决波兰、匈牙利爆发的事件。1957年1月，协助周恩来访问苏联、波兰、匈牙利三国。
1960年，中苏两党的分歧扩大到整个国际共产主义运动，中联部的工作开始转变为了解各国政党对中苏两党争论的意见，并在接待来访的外国共产党代表团中介绍中国革命情况。1962年，中联部部长王稼祥、副部长伍修权、刘宁一联名向中共中央发建议信，提出缓和对外策略，对包围中国的美国、苏联、印度等采取和平共处方针（即所谓“三和”），并改变对其他国家革命的物资支援，量力而为、适当减少（所谓“一少”）。
1966年随着文化大革命爆发，王稼祥等人因“三和一少”被打倒，中共中央决定由康生领导中联部，外联部的工作开始与绝大多数共产党相敌对、决裂，并由最初的89个联系的共产党锐减至不到10个。1976年文化大革命结束后，1981年中共十一届六中全会对历史经验与事件进行评判，但由于当时中国尚处孤立状态，没有对外事工作进行总结。直至1989年5月，中苏两党会谈解决中苏大论战问题。中共外事工作也扩大到与西方各种不同类型政党进行的合作、交往、沟通。

## 职责
根据《中国共产党中央委员会对外联络部职能配置、内设机构和人员编制规定》，中共中央对外联络部承担下列职能：
1. 执行中共中央对外工作的方针、政策；
2. 跟踪研究国际形势和重大国际问题的发展变化，并向中央提供有关情况和对策性建议；
3. 受中共中央委托，负责处理中国共产党同外国政党、政治组织的交往和联络工作；
4. 协调、管理中央直属机构和各省、自治区、直辖市党委的有关对外交往工作。
5. 完成党中央交办的其他任务。

## 机构设置
根据《中国共产党中央委员会对外联络部职能配置、内设机构和人员编制规定》，中共中央对外联络部设置下列机构：

### 内设机构
- 办公厅[註 1]
- 研究室[註 2]
- 亚洲一局（一局）[註 3]
- 亚洲二局（二局）[註 4]
- 西亚北非局（三局）[註 5]
- 非洲局（四局）[註 6]
- 拉美局（五局）[註 7]
- 东欧中亚局（六局）[註 8]
- 美大局（七局）[註 9]
- 西欧局（八局）[註 10]
- 党群外事协调局[註 11]
- 信息传播局[註 12]
- 礼宾局[註 13]
- 干部局[註 14]
- 机关党委[註 15]
- 信息编研室[註 16]

### 直属事业单位
- 中央对外联络部国际交流中心
- 当代世界研究中心
- 中国经济联络中心
- 中共中央对外联络部机关服务中心
- 《当代世界》杂志社

### 直属企业单位
- 当代世界出版社有限公司

## 历任领导

### 部长
1. 王稼祥[11][12]（1951年－1966年3月）
  - 刘宁一（1966年6月－1968年4月，代理）
2. 耿飚（1971年1月－1979年1月）
3. 姬鹏飞（1979年1月－1982年4月）
4. 乔　石（1982年4月－1983年7月）
5. 钱李仁（1983年7月－1985年12月）
6. 朱　良（1985年12月－1993年3月）
7. 李淑铮（1993年3月－1997年8月）
8. 戴秉国（1997年8月－2003年3月）
9. 王家瑞（2003年3月－2015年11月）
10. 宋　涛（2015年11月[13]－2022年5月）
11. 刘建超（2022年5月－）

### 副部长、部长助理、发言人
- 王稼祥（1951年－1966年3月）
  - 副部长：廖承志（1949年－1958年）、连贯
  - 副部长：伍修权（1958年10月 - 1967年4月）
- 刘宁一（1966年6月－1968年4月，代理）
- 耿飚（1971年1月－1979年1月）
- 姬鹏飞（1979年1月－1982年4月）
- 乔石（1982年4月－1983年7月）
  - 副部长：蒋光化
- 钱李仁（1983年7月－1985年12月）
- 朱良（1985年12月－1993年3月）
  - 副部长：李成仁（1988年6月－2000年9月）
- 李淑铮（1993年3月－1997年8月）
  - 副部长：李成仁（1988年6月－2000年9月）、蔡武（1997年6月—2005年6月）
- 戴秉国（1997年8月－2003年3月）
  - 副部长：李成仁（1988年6月－2000年9月）、蔡武（1997年6月—2005年6月）
- 王家瑞（2003年3月－2015年11月）
  - 副部长：蔡武（1997年6月—2005年6月）、刘结一（2009年5月—2013年8月）、郭业洲（2014年1月－2024年3月）
- 宋涛（2015年11月－2022年5月）
  - 副部长：郭业洲（2014年1月－2024年3月）
- 刘建超（2022年5月－）
  - 副部长：郭业洲（2014年1月－2024年3月）、陈洲（2021年1月－，兼部机关党委书记）[14]、李明祥（2022年12月－）[15]、孙海燕（2023年7月－）[16]、陆慷（2024年3月－）[17]、马辉（2024年8月－）[18]
  - 部长助理：赵世通（2023年6月－2025年5月，兼二局局长）[19]、马辉（2024年6月－2024年8月）[20]、金鑫（2024年12月－，兼研究室主任）[21]
  - 发言人：胡兆明